# Liste des églises du Var
La liste des églises du Var recense de manière exhaustive les églises situées dans le département français du Var. Il est fait état des diverses protections dont elles peuvent bénéficier, et notamment les inscriptions et classements au titre des monuments historiques.
En ce qui concerne le culte catholique, toutes les églises sont situées dans le diocèse de Fréjus-Toulon.

## Statistiques

### Nombres
Le département du Var comprend 153 communes au 1er janvier 2022.
Depuis 2020, le diocèse de Fréjus-Toulon compte 89 paroisses.

## Classement
Le classement ci-après se fait par commune selon l'ordre alphabétique.
Il est fait état des diverses protections dont elles peuvent bénéficier, et notamment les inscriptions et classements au titre des monuments historiques.

## Liste

### Église catholique
| Église                                                                                                   | Commune                       | Adresse | Coordonnées                      | Notice         | Protection                                              | Date        | Illustration                                                                                             |
| --- | ----------------------------- | ------- | -------------------------------- | -------------- | ------------------------------------------------------- | ----------- | --- |
| Église Saint-Jean d'Aiguines                                                                             | Aiguines                      |         | 43° 46′ 24″ nord, 6° 14′ 30″ est |                |                                                         |             | Église Saint-Jean d'Aiguines                                                                             |
| Église Saint-Michel d'Ampus                                                                              | Ampus                         |         | 43° 36′ 26″ nord, 6° 23′ 00″ est |                |                                                         |             | Image manquante Téléverser                                                                               |
| Église Saint-Pierre d'Artignosc-sur-Verdon                                                               | Artignosc-sur-Verdon          |         | 43° 42′ 12″ nord, 6° 05′ 28″ est |                |                                                         |             | Église Saint-Pierre d'Artignosc-sur-Verdon                                                               |
| Église Sainte-Foy d'Artigues                                                                             | Artigues                      |         | 43° 35′ 36″ nord, 5° 48′ 36″ est |                |                                                         |             | Image manquante Téléverser                                                                               |
| Collégiale Saint-Pancrace d'Aups                                                                         | Aups                          |         | 43° 37′ 39″ nord, 6° 13′ 29″ est | « PA00081526 » | Inscrit MH                                              | 1971        | Collégiale Saint-Pancrace d'Aups                                                                         |
| Église Saint-Antonin de Bagnols-en-Forêt                                                                 | Bagnols-en-Forêt              |         | 43° 32′ 13″ nord, 6° 41′ 51″ est |                |                                                         |             | Église Saint-Antonin de Bagnols-en-Forêt                                                                 |
| Église Saint-François-de-Sales de Bandol                                                                 | Bandol                        |         | 43° 08′ 12″ nord, 5° 45′ 16″ est | « PA00081531 » | Inscrit MH                                              | 1990        | Église Saint-François-de-Sales de Bandol                                                                 |
| Église Notre-Dame de Favas                                                                               | Bargemon                      |         | 43° 37′ 11″ nord, 6° 33′ 04″ est | « PA00081535 » | Inscrit MH                                              | 1972        | Église Notre-Dame de Favas                                                                               |
| Église Saint-Étienne de Bargemon                                                                         | Bargemon                      |         | 43° 37′ 14″ nord, 6° 33′ 03″ est |                |                                                         |             | Image manquante Téléverser                                                                               |
| Église Saint-Laurent de Bargème                                                                          | Bargème                       |         | 43° 43′ 48″ nord, 6° 34′ 21″ est | « PA00081533 » | Inscrit MH                                              | 1987        | Église Saint-Laurent de Bargème                                                                          |
| Église Saint-Nicolas de Bargème                                                                          | Bargème                       |         | 43° 43′ 48″ nord, 6° 34′ 22″ est | « PA00081794 » | Inscrit MH                                              | 1988        | Église Saint-Nicolas de Bargème                                                                          |
| Collégiale Notre-Dame de Barjols                                                                         | Barjols                       |         | 43° 33′ 26″ nord, 6° 00′ 30″ est | « PA00081537 » | Classé MH                                               | 1979        | Collégiale Notre-Dame de Barjols                                                                         |
| Église Saint-Michel-Archange de Baudinard-sur-Verdon                                                     | Baudinard-sur-Verdon          |         | 43° 42′ 59″ nord, 6° 08′ 03″ est |                |                                                         |             | Église Saint-Michel-Archange de Baudinard-sur-Verdon                                                     |
| Église Saint-Pierre-et-Saint-Paul de Bauduen                                                             | Bauduen                       |         | 43° 44′ 03″ nord, 6° 10′ 33″ est |                |                                                         |             | Image manquante Téléverser                                                                               |
| Église Notre-Dame-de-l'Assomption de Belgentier                                                          | Belgentier                    |         | 43° 14′ 42″ nord, 6° 00′ 01″ est | « PA00081541 » | Inscrit MH                                              | 1987        | Église Notre-Dame-de-l'Assomption de Belgentier                                                          |
| Église Sainte-Magdeleine de Besse-sur-Issole                                                             | Besse-sur-Issole              |         | 43° 21′ 00″ nord, 6° 10′ 34″ est | « IA00127193 » |                                                         |             | Image manquante Téléverser                                                                               |
| Église Saint-Trophyme de Bormes-les-Mimosas                                                              | Bormes-les-Mimosas            |         | 43° 09′ 07″ nord, 6° 20′ 33″ est | « PA00081547 » | Inscrit MH                                              | 1973        | Église Saint-Trophyme de Bormes-les-Mimosas                                                              |
| Église Notre-Dame-de-l'Agrenas de Bras                                                                   | Bras                          |         | 43° 28′ 19″ nord, 5° 57′ 12″ est |                |                                                         |             | Église Notre-Dame-de-l'Agrenas de Bras                                                                   |
| Église Sainte-Marie-Madeleine de Brenon                                                                  | Brenon                        |         | 43° 46′ 12″ nord, 6° 32′ 30″ est |                |                                                         |             | Image manquante Téléverser                                                                               |
| Église Saint-Sauveur de Brignoles                                                                        | Brignoles                     |         | 43° 24′ 19″ nord, 6° 03′ 43″ est | « PA00081556 » | Inscrit MH Porte, vantaux compris                       | 1926        | Église Saint-Sauveur de Brignoles                                                                        |
| Église des Augustins de Brignoles                                                                        | Brignoles                     |         | 43° 24′ 25″ nord, 6° 03′ 45″ est |                |                                                         |             | Image manquante Téléverser                                                                               |
| Église Saint-Georges de Brue-Auriac                                                                      | Brue-Auriac                   |         | 43° 31′ 55″ nord, 5° 55′ 49″ est |                |                                                         |             | Église Saint-Georges de Brue-Auriac                                                                      |
| Église Saint-Pons de Cabasse                                                                             | Cabasse                       |         | 43° 25′ 33″ nord, 6° 13′ 20″ est | « IA00127240 » |                                                         |             | Image manquante Téléverser                                                                               |
| Église Notre-Dame-de-l'Assomption de Callas                                                              | Callas                        |         | 43° 35′ 39″ nord, 6° 32′ 20″ est | « IA00127240 » |                                                         |             | Église Notre-Dame-de-l'Assomption de Callas                                                              |
| Église Notre-Dame-de-l'Assomption de Callian                                                             | Callian                       |         | 43° 37′ 22″ nord, 6° 45′ 14″ est | « PA83000031 » | Inscrit MH                                              | 2014        | Église Notre-Dame-de-l'Assomption de Callian                                                             |
| Église Notre-Dame de Camps-la-Source                                                                     | Camps-la-Source               |         | 43° 23′ 10″ nord, 6° 05′ 40″ est |                |                                                         |             | Église Notre-Dame de Camps-la-Source                                                                     |
| Église Sainte-Marguerite de Carcès                                                                       | Carcès                        |         | 43° 28′ 35″ nord, 6° 11′ 01″ est |                |                                                         |             | Église Sainte-Marguerite de Carcès                                                                       |
| Église Notre-Dame-de-l'Assomption de Carnoules                                                           | Carnoules                     |         | 43° 18′ 26″ nord, 6° 11′ 04″ est | « IA00060088 » |                                                         |             | Église Notre-Dame-de-l'Assomption de Carnoules                                                           |
| Église Sainte-Madeleine de Carqueiranne                                                                  | Carqueiranne                  |         | 43° 05′ 37″ nord, 6° 04′ 35″ est |                |                                                         |             | Image manquante Téléverser                                                                               |
| Église Saint-Laurent de Cavalaire-sur-Mer                                                                | Cavalaire-sur-Mer             |         | 43° 10′ 27″ nord, 6° 31′ 37″ est |                |                                                         |             | Image manquante Téléverser                                                                               |
| Église Notre-Dame-de-l'Annonciation de Châteaudouble                                                     | Châteaudouble                 |         | 43° 35′ 47″ nord, 6° 27′ 05″ est |                |                                                         |             | Image manquante Téléverser                                                                               |
| Église de la Transfiguration de Châteauvert                                                              | Châteauvert                   |         | 43° 29′ 59″ nord, 6° 01′ 33″ est |                |                                                         |             | Église de la Transfiguration de Châteauvert                                                              |
| Église Saint-Maur de Châteauvieux                                                                        | Châteauvieux                  |         | 43° 46′ 40″ nord, 6° 34′ 37″ est |                |                                                         |             | Image manquante Téléverser                                                                               |
| Église Saint-Sylvestre de Claviers                                                                       | Claviers                      |         | 43° 36′ 04″ nord, 6° 33′ 44″ est |                |                                                         |             | Église Saint-Sylvestre de Claviers                                                                       |
| Église Saint-Sauveur de Cogolin                                                                          | Cogolin                       |         | 43° 15′ 05″ nord, 6° 31′ 57″ est |                |                                                         |             | Image manquante Téléverser                                                                               |
| Église du monastère Notre-Dame-de-Clémence de la Verne de Collobrières                                   | Collobrières                  |         | 43° 14′ 09″ nord, 6° 24′ 04″ est |                |                                                         |             | Image manquante Téléverser                                                                               |
| Église Saint-Pons de Collobrières                                                                        | Collobrières                  |         | 43° 14′ 07″ nord, 6° 18′ 35″ est | « PA00081579 » | Inscrit MH                                              | 1975        | Église Saint-Pons de Collobrières                                                                        |
| Église Cœur-Immaculé-de-Marie de Collobrières                                                            | Collobrières                  |         | 43° 14′ 08″ nord, 6° 18′ 35″ est |                |                                                         |             | Image manquante Téléverser                                                                               |
| Église Sainte-Philomène de Comps-sur-Artuby                                                              | Comps-sur-Artuby              |         | 43° 42′ 35″ nord, 6° 30′ 37″ est |                |                                                         |             | Image manquante Téléverser                                                                               |
| Église Saint-Pierre de Jabron                                                                            | Comps-sur-Artuby              |         | 43° 44′ 33″ nord, 6° 29′ 55″ est |                |                                                         |             | Image manquante Téléverser                                                                               |
| Église Notre-Dame de Correns                                                                             | Correns                       |         | 43° 29′ 16″ nord, 6° 04′ 45″ est |                |                                                         |             | Image manquante Téléverser                                                                               |
| Église Notre-Dame-de-Grâces de Cotignac                                                                  | Cotignac                      |         | 43° 31′ 13″ nord, 6° 08′ 48″ est |                |                                                         |             | Église Notre-Dame-de-Grâces de Cotignac                                                                  |
| Église Notre-Dame de Saint-Pierre-et-Saint-Martin de Cotignac                                            | Cotignac                      |         | 43° 31′ 41″ nord, 6° 08′ 55″ est |                |                                                         |             | Église Notre-Dame de Saint-Pierre-et-Saint-Martin de Cotignac                                            |
| Église du monastère Saint-Joseph de Cotignac                                                             | Cotignac                      |         | 43° 31′ 58″ nord, 6° 07′ 08″ est |                |                                                         |             | Image manquante Téléverser                                                                               |
| Collégiale Notre-Dame-de-l'Assomption de Cuers                                                           | Cuers                         |         | 43° 14′ 15″ nord, 6° 04′ 17″ est | « IA00060126 » |                                                         |             | Collégiale Notre-Dame-de-l'Assomption de Cuers                                                           |
| Église Notre-Dame du Peuple de Draguignan                                                                | Draguignan                    |         | 43° 32′ 28″ nord, 6° 27′ 53″ est |                |                                                         |             | Image manquante Téléverser                                                                               |
| Église des Minimes de Draguignan                                                                         | Draguignan                    |         | 43° 32′ 18″ nord, 6° 28′ 05″ est |                |                                                         |             | Église des Minimes de Draguignan                                                                         |
| Église Saint-Michel de Draguignan                                                                        | Draguignan                    |         | 43° 32′ 21″ nord, 6° 27′ 58″ est |                |                                                         |             | Église Saint-Michel de Draguignan                                                                        |
| Église Saint-Sauveur d'Entrecasteaux                                                                     | Entrecasteaux                 |         | 43° 30′ 55″ nord, 6° 14′ 39″ est |                |                                                         |             | Image manquante Téléverser                                                                               |
| Église Notre-Dame-de-l'Assomption d'Esparron                                                             | Esparron                      |         | 43° 35′ 31″ nord, 5° 50′ 59″ est |                |                                                         |             | Image manquante Téléverser                                                                               |
| Église Sainte-Anne de Sainte-Anne-d'Evenos                                                               | Évenos                        |         | 43° 10′ 27″ nord, 5° 49′ 45″ est |                |                                                         |             | Image manquante Téléverser                                                                               |
| Église Saint-Martin d'Évenos                                                                             | Évenos                        |         | 43° 09′ 47″ nord, 5° 50′ 49″ est |                |                                                         |             | Image manquante Téléverser                                                                               |
| Église Saint-Jean-Baptiste de Fayence                                                                    | Fayence                       |         | 43° 37′ 24″ nord, 6° 41′ 45″ est | « PA00081598 » | Inscrit MH                                              | 1967        | Église Saint-Jean-Baptiste de Fayence                                                                    |
| Église Saint-Michel de Figanières                                                                        | Figanières                    |         | 43° 34′ 10″ nord, 6° 29′ 48″ est |                |                                                         |             | Image manquante Téléverser                                                                               |
| Église Notre-Dame-des-Salles de Flassans-sur-Issole                                                      | Flassans-sur-Issole           |         | 43° 22′ 15″ nord, 6° 13′ 25″ est | « IA00127275 » |                                                         |             | Image manquante Téléverser                                                                               |
| Église Notre-Dame-de-l'Assomption de Flassans-sur-Issole                                                 | Flassans-sur-Issole           |         | 43° 22′ 14″ nord, 6° 13′ 23″ est | « IA00127274 » |                                                         |             | Église Notre-Dame-de-l'Assomption de Flassans-sur-Issole                                                 |
| Église Saint-Laurent de Flayosc                                                                          | Flayosc                       |         | 43° 32′ 02″ nord, 6° 23′ 52″ est |                |                                                         |             | Église Saint-Laurent de Flayosc                                                                          |
| Église Saint-Martin de Forcalqueiret                                                                     | Forcalqueiret                 |         | 43° 20′ 12″ nord, 6° 04′ 53″ est |                |                                                         |             | Image manquante Téléverser                                                                               |
| Église Saint-Blaise de Fox-Amphoux                                                                       | Fox-Amphoux                   |         | 43° 35′ 52″ nord, 6° 05′ 32″ est |                |                                                         |             | Église Saint-Blaise de Fox-Amphoux                                                                       |
| Cathédrale Saint-Léonce de Fréjus                                                                        | Fréjus                        |         | 43° 25′ 59″ nord, 6° 44′ 13″ est | « PA00081606 » | Classé MH                                               | 1862        | Cathédrale Saint-Léonce de Fréjus                                                                        |
| Église du Sacré-Cœur de Fréjus                                                                           | Fréjus                        |         | 43° 25′ 50″ nord, 6° 45′ 33″ est |                |                                                         |             | Église du Sacré-Cœur de Fréjus                                                                           |
| Église Saint-Roch de Fréjus                                                                              | Fréjus                        |         | 43° 25′ 27″ nord, 6° 45′ 14″ est | « IA83000670 » |                                                         |             | Église Saint-Roch de Fréjus                                                                              |
| Église Saint-Etienne de Garéoult                                                                         | Garéoult                      |         | 43° 19′ 44″ nord, 6° 02′ 46″ est |                |                                                         |             | Image manquante Téléverser                                                                               |
| Église Notre-Dame-de-l'Assomption de Gassin                                                              | Gassin                        |         | 43° 13′ 45″ nord, 6° 35′ 08″ est |                |                                                         |             | Église Notre-Dame-de-l'Assomption de Gassin                                                              |
| Église Saint-Laurent de Ginasservis                                                                      | Ginasservis                   |         | 43° 40′ 16″ nord, 5° 50′ 54″ est |                |                                                         |             | Église Saint-Laurent de Ginasservis                                                                      |
| Église Notre-Dame de-l'Immaculée-Conception de Gonfaron                                                  | Gonfaron                      |         | 43° 19′ 09″ nord, 6° 17′ 17″ est | « IA00127318 » |                                                         |             | Église Notre-Dame de-l'Immaculée-Conception de Gonfaron                                                  |
| Église Saint-François-d'Assise de Port Grimaud                                                           | Grimaud                       |         | 43° 16′ 20″ nord, 6° 34′ 49″ est |                |                                                         |             | Image manquante Téléverser                                                                               |
| Église Saint-Michel de Grimaud                                                                           | Grimaud                       |         | 43° 16′ 26″ nord, 6° 31′ 23″ est | « PA00081633 » | Classé MH                                               | 1989        | Église Saint-Michel de Grimaud                                                                           |
| Église Saint-Louis d'Hyères                                                                              | Hyères                        |         | 43° 07′ 18″ nord, 6° 07′ 50″ est | « PA00081640 » | Classé MH                                               | 1840        | Église Saint-Louis d'Hyères                                                                              |
| Église Saint-Paul d'Hyères                                                                               | Hyères                        |         | 43° 07′ 18″ nord, 6° 07′ 37″ est | « PA00081641 » | Classé MH                                               | 1992        | Église Saint-Paul d'Hyères                                                                               |
| Église Saint-Pierre-et-Notre-Dame-de-l'Assomption de Giens                                               | Hyères                        |         | 43° 02′ 18″ nord, 6° 07′ 55″ est | « IA83000221 » |                                                         |             | Église Saint-Pierre-et-Notre-Dame-de-l'Assomption de Giens                                               |
| Église Sainte-Anne de Porquerolles                                                                       | Hyères                        |         | 43° 00′ 01″ nord, 6° 12′ 14″ est | « IA83000213 » |                                                         |             | Église Sainte-Anne de Porquerolles                                                                       |
| Église Sainte-Douceline d'Hyères                                                                         | Hyères                        |         | 43° 07′ 24″ nord, 6° 09′ 06″ est | « IA83000304 » |                                                         |             | Image manquante Téléverser                                                                               |
| Église Sainte-Madeleine d'Hyères                                                                         | Hyères                        |         | 43° 06′ 38″ nord, 6° 07′ 30″ est | « IA83000246 » |                                                         |             | Image manquante Téléverser                                                                               |
| Église Saint-Isidore de Sauvebonne                                                                       | Hyères                        |         | 43° 11′ 21″ nord, 6° 07′ 40″ est | « IA83000287 » |                                                         |             | Image manquante Téléverser                                                                               |
| Église Saint-Tropez-et-Saint-Pierre de Port-Cros                                                         | Hyères                        |         | 43° 00′ 30″ nord, 6° 23′ 02″ est |                |                                                         |             | Image manquante Téléverser                                                                               |
| Église Sainte-Madeleine de La Bastide                                                                    | La Bastide                    |         | 43° 44′ 04″ nord, 6° 37′ 28″ est |                |                                                         |             | Église Sainte-Madeleine de La Bastide                                                                    |
| Église Saint-André de La Cadière-d'Azur                                                                  | La Cadière-d'Azur             |         | 43° 11′ 48″ nord, 6° 45′ 24″ est |                |                                                         |             | Église Saint-André de La Cadière-d'Azur                                                                  |
| Église Notre-Dame-de-l'Assomption de La Celle                                                            | La Celle                      |         | 43° 23′ 40″ nord, 6° 02′ 22″ est |                |                                                         |             | Image manquante Téléverser                                                                               |
| Église Notre-Dame-de-la-Visitation de La Crau                                                            | La Crau                       |         | 43° 09′ 00″ nord, 6° 04′ 22″ est |                |                                                         |             | Image manquante Téléverser                                                                               |
| Église Sainte-Croix de La Croix-Valmer                                                                   | La Croix-Valmer               |         | 43° 12′ 18″ nord, 6° 34′ 06″ est |                |                                                         |             | Image manquante Téléverser                                                                               |
| Église Notre-Dame de La Farlède                                                                          | La Farlède                    |         | 43° 10′ 02″ nord, 6° 02′ 34″ est |                |                                                         |             | Image manquante Téléverser                                                                               |
| Église Notre-Dame-de-la-Nativité de La Garde                                                             | La Garde                      |         | 43° 07′ 30″ nord, 6° 00′ 39″ est |                |                                                         |             | Église Notre-Dame-de-la-Nativité de La Garde                                                             |
| Église Saint-Clément de La Garde-Freinet                                                                 | La Garde-Freinet              |         | 43° 19′ 12″ nord, 6° 28′ 18″ est |                |                                                         |             | Église Saint-Clément de La Garde-Freinet                                                                 |
| Église de la Nativité de La Londe-les-Maures                                                             | La Londe-les-Maures           |         | 43° 08′ 26″ nord, 6° 13′ 55″ est |                |                                                         |             | Image manquante Téléverser                                                                               |
| Église de la Purification-de-Notre-Dame de La Martre                                                     | La Martre                     |         | 43° 46′ 17″ nord, 6° 35′ 58″ est |                |                                                         |             | Église de la Purification-de-Notre-Dame de La Martre                                                     |
| Église Saint-Victor de La Motte                                                                          | La Motte                      |         | 43° 29′ 34″ nord, 6° 32′ 10″ est |                |                                                         |             | Église Saint-Victor de La Motte                                                                          |
| Église Sainte-Marguerite de La Roque-Esclapon                                                            | La Roque-Esclapon             |         | 43° 43′ 25″ nord, 6° 37′ 46″ est |                |                                                         |             | Image manquante Téléverser                                                                               |
| Église Saint-Sauveur de La Roquebrussanne                                                                | La Roquebrussanne             |         | 43° 20′ 20″ nord, 6° 58′ 39″ est |                |                                                         |             | Église Saint-Sauveur de La Roquebrussanne                                                                |
| Église Notre-Dame-du-Bon-Voyage de La Seyne-sur-Mer                                                      | La Seyne-sur-Mer              |         | 43° 06′ 03″ nord, 5° 52′ 49″ est | « PA00081735 » | Inscrit MH                                              | 1988        | Église Notre-Dame-du-Bon-Voyage de La Seyne-sur-Mer                                                      |
| Église Notre-Dame-de-la-Mer de Mar Vivo                                                                  | La Seyne-sur-Mer              |         | 43° 04′ 58″ nord, 5° 53′ 20″ est |                |                                                         |             | Image manquante Téléverser                                                                               |
| Église Sainte-Thérèse de La Seyne-sur-Mer                                                                | La Seyne-sur-Mer              |         | 43° 04′ 39″ nord, 5° 53′ 09″ est |                |                                                         |             | Image manquante Téléverser                                                                               |
| Église Saint-Jean-Devant-la-Porte-Latine de La Valette-du-Var                                            | La Valette-du-Var             |         | 43° 08′ 16″ nord, 5° 58′ 59″ est | « PA00081772 » | Inscrit MH                                              | 1944        | Église Saint-Jean-Devant-la-Porte-Latine de La Valette-du-Var                                            |
| Église de l'Assomption de La Verdière                                                                    | La Verdière                   |         | 43° 38′ 01″ nord, 5° 56′ 18″ est | « PA00081775 » | Inscrit MH                                              | 1947        | Image manquante Téléverser                                                                               |
| Église Saint-Pierre de la Mourotte                                                                       | La Verdière                   |         | 43° 40′ 56″ nord, 5° 58′ 57″ est |                |                                                         |             | Image manquante Téléverser                                                                               |
| Église Notre-Dame-de-l'Assomption du Beausset                                                            | Le Beausset                   |         | 43° 11′ 56″ nord, 5° 48′ 09″ est |                |                                                         |             | Église Notre-Dame-de-l'Assomption du Beausset                                                            |
| Église Notre-Dame-de-l'Assomption du Bourguet                                                            | Le Bourguet                   |         | 43° 47′ 01″ nord, 6° 31′ 08″ est |                |                                                         |             | Image manquante Téléverser                                                                               |
| Église Saint-Michel du Vieux-Cannet                                                                      | Le Cannet-des-Maures          |         | 43° 24′ 04″ nord, 6° 20′ 55″ est | « PA00081568 » | Classé MH                                               | 1862        | Église Saint-Michel du Vieux-Cannet                                                                      |
| Église Saint-Joseph du Cannet-des-Maures                                                                 | Le Cannet-des-Maures          |         | 43° 23′ 32″ nord, 6° 20′ 29″ est | « IA00064377 » |                                                         |             | Image manquante Téléverser                                                                               |
| Église de la Transfiguration-du-Sauveur du Castellet                                                     | Le Castellet                  |         | 43° 12′ 12″ nord, 5° 46′ 35″ est | « PA00081572 » | Inscrit MH                                              | 1939        | Église de la Transfiguration-du-Sauveur du Castellet                                                     |
| Église Notre-Dame du Plan-du-Castellet                                                                   | Le Castellet                  |         | 43° 10′ 38″ nord, 5° 46′ 25″ est |                |                                                         |             | Image manquante Téléverser                                                                               |
| Église Saint-Louis du Lavandou                                                                           | Le Lavandou                   |         | 43° 08′ 18″ nord, 6° 22′ 16″ est |                |                                                         |             | Église Saint-Louis du Lavandou                                                                           |
| Église Notre-Dame-du-Mont-Carmel du Luc                                                                  | Le Luc                        |         | 43° 23′ 42″ nord, 6° 18′ 49″ est | « PA00081676 » | Inscrit MH                                              | 1926        | Église Notre-Dame-du-Mont-Carmel du Luc                                                                  |
| Église Notre-Dame-de-Nazareth du Luc                                                                     | Le Luc                        |         | 43° 23′ 34″ nord, 6° 18′ 41″ est | « PA00081677 » | Inscrit MH Tour octogonale ; Inscrit MH Ancienne église | 1926 ; 1988 | Église Notre-Dame-de-Nazareth du Luc                                                                     |
| Église Saint-Joseph du Muy                                                                               | Le Muy                        |         | 43° 28′ 21″ nord, 6° 33′ 59″ est | « PA00081785 » | Inscrit MH                                              | 1989        | Église Saint-Joseph du Muy                                                                               |
| Église Saint-Martin du Plan-de-la-Tour                                                                   | Le Plan-de-la-Tour            |         | 43° 20′ 23″ nord, 6° 32′ 53″ est |                |                                                         |             | Église Saint-Martin du Plan-de-la-Tour                                                                   |
| Église Saint-Raymond du Pradet                                                                           | Le Pradet                     |         | 43° 06′ 21″ nord, 6° 01′ 20″ est |                |                                                         |             | Image manquante Téléverser                                                                               |
| Église Saint-Christophe du Revest-les-Eaux                                                               | Le Revest-les-Eaux            |         | 43° 10′ 37″ nord, 5° 55′ 35″ est |                |                                                         |             | Image manquante Téléverser                                                                               |
| Église Sainte-Marie du Thoronet                                                                          | Le Thoronet                   |         | 43° 27′ 08″ nord, 6° 18′ 07″ est |                |                                                         |             | Église Sainte-Marie du Thoronet                                                                          |
| Abbatiale Notre-Dame du Thoronet                                                                         | Le Thoronet                   |         | à géolocaliser                   |                |                                                         |             | Image manquante Téléverser                                                                               |
| Abbatiale Notre-Dame-de-la-Lumière-au-delà-de-Tout du monastère Notre-Dame-du-Torrent-de-Vie du Thoronet | Le Thoronet                   |         | 43° 27′ 37″ nord, 6° 15′ 51″ est |                |                                                         |             | Abbatiale Notre-Dame-de-la-Lumière-au-delà-de-Tout du monastère Notre-Dame-du-Torrent-de-Vie du Thoronet |
| Église Saint-Blaise du Val                                                                               | Le Val                        |         | 43° 26′ 21″ nord, 6° 04′ 25″ est |                |                                                         |             | Image manquante Téléverser                                                                               |
| Collégiale Notre-Dame-de-l'Assomption du Val                                                             | Le Val                        |         | 43° 26′ 21″ nord, 6° 04′ 25″ est |                |                                                         |             | Image manquante Téléverser                                                                               |
| Église Notre-Dame des Adrets-de-l'Estérel                                                                | Les Adrets-de-l'Estérel       |         | 43° 31′ 35″ nord, 6° 50′ 16″ est |                |                                                         |             | Église Notre-Dame des Adrets-de-l'Estérel                                                                |
| Église du Martyre-de-Saint-Jean-Baptiste des Arcs                                                        | Les Arcs                      |         | 43° 27′ 51″ nord, 6° 28′ 48″ est |                |                                                         |             | Image manquante Téléverser                                                                               |
| Église Saint-Jean-Baptiste des Mayons                                                                    | Les Mayons                    |         | 43° 18′ 45″ nord, 6° 21′ 31″ est |                |                                                         |             | Image manquante Téléverser                                                                               |
| Église Sainte-Anne des Salles-sur-Verdon                                                                 | Les Salles-sur-Verdon         |         | 43° 46′ 26″ nord, 6° 12′ 33″ est |                |                                                         |             | Image manquante Téléverser                                                                               |
| Collégiale Saint-Martin de Lorgues                                                                       | Lorgues                       |         | 43° 29′ 32″ nord, 6° 21′ 47″ est | « PA00081672 » | Classé MH                                               | 1997        | Collégiale Saint-Martin de Lorgues                                                                       |
| Église de l'Annonciation de Mazaugues                                                                    | Mazaugues                     |         | 43° 20′ 52″ nord, 5° 55′ 21″ est |                |                                                         |             | Église de l'Annonciation de Mazaugues                                                                    |
| Église Notre-Dame-de-la-Roche de Moissac-Bellevue                                                        | Moissac-Bellevue              |         | 43° 39′ 07″ nord, 6° 09′ 56″ est |                |                                                         |             | Église Notre-Dame-de-la-Roche de Moissac-Bellevue                                                        |
| Église Saint-Pierre-et-Saint-Paul de Mons                                                                | Mons                          |         | 43° 41′ 29″ nord, 6° 42′ 49″ est | « PA00081791 » | Inscrit MH                                              | 1991        | Église Saint-Pierre-et-Saint-Paul de Mons                                                                |
| Église Saint-Barthélemy de Montauroux                                                                    | Montauroux                    |         | 43° 37′ 09″ nord, 6° 45′ 49″ est |                |                                                         |             | Église Saint-Barthélemy de Montauroux                                                                    |
| Église Saint-Roch de Montferrat                                                                          | Montferrat                    |         | 43° 36′ 42″ nord, 6° 28′ 48″ est |                |                                                         |             | Église Saint-Roch de Montferrat                                                                          |
| Église de l'Assomption-de-Notre-Dame de Montferrat                                                       | Montferrat                    |         | à géolocaliser                   |                |                                                         |             | Image manquante Téléverser                                                                               |
| Église de la Purification de Montfort-sur-Argens                                                         | Montfort-sur-Argens           |         | 43° 28′ 25″ nord, 6° 07′ 16″ est |                |                                                         |             | Image manquante Téléverser                                                                               |
| Église Notre-Dame-du-Plan de Montmeyan                                                                   | Montmeyan                     |         | 43° 38′ 49″ nord, 6° 03′ 46″ est |                |                                                         |             | Église Notre-Dame-du-Plan de Montmeyan                                                                   |
| Église de la chartreuse Notre-Dame de Montrieux                                                          | Méounes-lès-Montrieux         |         | 43° 15′ 31″ nord, 5° 57′ 56″ est |                |                                                         |             | Église de la chartreuse Notre-Dame de Montrieux                                                          |
| Église Saint-Eutrope de Méounes-lès-Montrieux                                                            | Méounes-lès-Montrieux         |         | 43° 16′ 52″ nord, 5° 58′ 10″ est |                |                                                         |             | Image manquante Téléverser                                                                               |
| Église Saint-Laurent de Nans-les-Pins                                                                    | Nans-les-Pins                 |         | 43° 22′ 11″ nord, 5° 46′ 53″ est |                |                                                         |             | Église Saint-Laurent de Nans-les-Pins                                                                    |
| Église Saint-Jean-Baptiste de Néoules                                                                    | Néoules                       |         | 43° 18′ 39″ nord, 6° 00′ 48″ est |                |                                                         |             | Image manquante Téléverser                                                                               |
| Église Saint-Laurent d'Ollioules                                                                         | Ollioules                     |         | 43° 08′ 23″ nord, 5° 50′ 50″ est | « PA00081685 » | Classé MH                                               | 1982        | Église Saint-Laurent d'Ollioules                                                                         |
| Église Sainte-Anne d'Ollières                                                                            | Ollières                      |         | 43° 28′ 59″ nord, 5° 49′ 48″ est | « PA00081684 » | Inscrit MH                                              | 1928        | Église Sainte-Anne d'Ollières                                                                            |
| Église abbatiale Saint-Hilaire d'Ollières                                                                | Ollières                      |         | 43° 29′ 17″ nord, 5° 48′ 30″ est |                |                                                         |             | Image manquante Téléverser                                                                               |
| Église Saint-Jacques-le-Majeur de Pierrefeu-du-Var                                                       | Pierrefeu-du-Var              |         | 43° 13′ 34″ nord, 6° 08′ 33″ est |                |                                                         |             | Image manquante Téléverser                                                                               |
| Église Notre-Dame-des-Anges du Massif des Maures                                                         | Pignans                       |         | 43° 16′ 53″ nord, 6° 17′ 38″ est | « IA00127463 » |                                                         |             | Église Notre-Dame-des-Anges du Massif des Maures                                                         |
| Collégiale Notre-Dame-de-la-Nativité de Pignans                                                          | Pignans                       |         | 43° 18′ 08″ nord, 6° 13′ 42″ est |                |                                                         |             | Collégiale Notre-Dame-de-la-Nativité de Pignans                                                          |
| Église Saint-Jacques-le-Majeur de Plan-d'Aups-Sainte-Baume                                               | Plan-d'Aups-Sainte-Baume      |         | 43° 19′ 50″ nord, 5° 42′ 57″ est | « PA00081687 » | Inscrit MH                                              | 1971        | Église Saint-Jacques-le-Majeur de Plan-d'Aups-Sainte-Baume                                               |
| Église Saint-Gervais-et-Saint-Protais de Pontevès                                                        | Pontevès                      |         | 43° 33′ 12″ nord, 6° 01′ 54″ est |                |                                                         |             | Église Saint-Gervais-et-Saint-Protais de Pontevès                                                        |
| Église Saint-Victor de Pourcieux                                                                         | Pourcieux                     |         | 43° 28′ 16″ nord, 5° 47′ 09″ est |                |                                                         |             | Église Saint-Victor de Pourcieux                                                                         |
| Église Sainte-Trophime de Pourrières                                                                     | Pourrières                    |         | 43° 30′ 16″ nord, 5° 44′ 00″ est |                |                                                         |             | Image manquante Téléverser                                                                               |
| Église de l'Immaculée-Conception de Puget-Ville                                                          | Puget-Ville                   |         | 43° 17′ 23″ nord, 6° 08′ 05″ est | « IA00060251 » |                                                         |             | Image manquante Téléverser                                                                               |
| Église Saint-Jacques de Puget-sur-Argens                                                                 | Puget-sur-Argens              |         | 43° 27′ 18″ nord, 6° 41′ 03″ est |                |                                                         |             | Église Saint-Jacques de Puget-sur-Argens                                                                 |
| Église Notre-Dame de Ramatuelle                                                                          | Ramatuelle                    |         | 43° 12′ 55″ nord, 6° 36′ 44″ est |                |                                                         |             | Église Notre-Dame de Ramatuelle                                                                          |
| Église Saint-André de Ramatuelle                                                                         | Ramatuelle                    |         | 43° 13′ 54″ nord, 6° 39′ 05″ est | « IA00047567 » |                                                         |             | Image manquante Téléverser                                                                               |
| Église Saint-Laurent de Régusse                                                                          | Régusse                       |         | 43° 39′ 17″ nord, 6° 07′ 58″ est |                |                                                         |             | Image manquante Téléverser                                                                               |
| Église Notre-Dame-de-Nazareth de Rians                                                                   | Rians                         |         | 43° 36′ 22″ nord, 5° 45′ 24″ est |                |                                                         |             | Église Notre-Dame-de-Nazareth de Rians                                                                   |
| Église Saint-Sauveur de Rocbaron                                                                         | Rocbaron                      |         | 43° 18′ 16″ nord, 6° 05′ 27″ est |                |                                                         |             | Image manquante Téléverser                                                                               |
| Ancienne église de Rocbaron                                                                              | Rocbaron                      |         | à géolocaliser                   |                |                                                         |             | Ancienne église de Rocbaron                                                                              |
| Église Saint-Pierre-Saint-Paul de Roquebrune-sur-Argens                                                  | Roquebrune-sur-Argens         |         | 43° 26′ 34″ nord, 6° 38′ 12″ est | « PA00081701 » | Inscrit MH                                              | 1987        | Église Saint-Pierre-Saint-Paul de Roquebrune-sur-Argens                                                  |
| Église Saint-Sébastien de Rougiers                                                                       | Rougiers                      |         | 43° 23′ 33″ nord, 5° 51′ 04″ est |                |                                                         |             | Église Saint-Sébastien de Rougiers                                                                       |
| Église Notre-Dame-de-l'Assomption de Saint-Antonin-du-Var                                                | Saint-Antonin-du-Var          |         | 43° 30′ 26″ nord, 6° 17′ 15″ est |                |                                                         |             | Église Notre-Dame-de-l'Assomption de Saint-Antonin-du-Var                                                |
| Église Saint-Cyr-et-Sainte-Julitte de Saint-Cyr-sur-Mer                                                  | Saint-Cyr-sur-Mer             |         | à géolocaliser                   |                |                                                         |             | Église Saint-Cyr-et-Sainte-Julitte de Saint-Cyr-sur-Mer                                                  |
| Église Saint-Julien-et-Sainte-Trinité de Saint-Julien                                                    | Saint-Julien                  |         | 43° 41′ 26″ nord, 5° 54′ 30″ est | « PA00081707 » | Inscrit MH                                              | 1925        | Église Saint-Julien-et-Sainte-Trinité de Saint-Julien                                                    |
| Église Saint-Nom-de-Jésus des Rouvières                                                                  | Saint-Julien                  |         | 43° 41′ 57″ nord, 5° 57′ 14″ est |                |                                                         |             | Église Saint-Nom-de-Jésus des Rouvières                                                                  |
| Église Saint-Joseph de Pin-Rolland                                                                       | Saint-Mandrier-sur-Mer        |         | 43° 04′ 34″ nord, 5° 55′ 41″ est |                |                                                         |             | Image manquante Téléverser                                                                               |
| Église Saint-Mandrier de Saint-Mandrier-sur-Mer                                                          | Saint-Mandrier-sur-Mer        |         | 43° 04′ 34″ nord, 5° 55′ 40″ est |                |                                                         |             | Église Saint-Mandrier de Saint-Mandrier-sur-Mer                                                          |
| Église Saint-Martin de Saint-Martin (Var)                                                                | Saint-Martin-de-Pallières     |         | 43° 35′ 19″ nord, 5° 53′ 07″ est | « PA83000014 » | Inscrit MH                                              | 2003        | Église Saint-Martin de Saint-Martin (Var)                                                                |
| Basilique Sainte-Marie-Madeleine de Saint-Maximin-la-Sainte-Baume                                        | Saint-Maximin-la-Sainte-Baume |         | 43° 27′ 10″ nord, 5° 51′ 50″ est | « PA00081710 » | Classé MH                                               | 1840        | Basilique Sainte-Marie-Madeleine de Saint-Maximin-la-Sainte-Baume                                        |
| Sanctuaire de sainte Marie-Madeleine                                                                     | Saint-Maximin-la-Sainte-Baume |         | 43° 19′ 38″ nord, 5° 45′ 53″ est |                |                                                         |             | Sanctuaire de sainte Marie-Madeleine                                                                     |
| Église Saint-Paul de Saint-Paul-en-Forêt                                                                 | Saint-Paul-en-Forêt           |         | 43° 34′ 03″ nord, 6° 41′ 28″ est |                |                                                         |             | Église Saint-Paul de Saint-Paul-en-Forêt                                                                 |
| Église Saint-Raphaël de Saint-Raphaël (Var)                                                              | Saint-Raphaël                 |         | 43° 25′ 33″ nord, 6° 46′ 10″ est | « PA00081714 » | Classé MH                                               | 1907        | Église Saint-Raphaël de Saint-Raphaël (Var)                                                              |
| Basilique Notre-Dame-de-la-Victoire de Saint-Raphaël                                                     | Saint-Raphaël                 |         | 43° 25′ 22″ nord, 6° 46′ 00″ est | « IA83001436 » |                                                         |             | Basilique Notre-Dame-de-la-Victoire de Saint-Raphaël                                                     |
| Église Notre-Dame-du-Sacré-Cœur d'Agay                                                                   | Saint-Raphaël                 |         | 43° 25′ 48″ nord, 6° 51′ 22″ est |                |                                                         |             | Image manquante Téléverser                                                                               |
| Église du Sacré-Cœur de Boulouris                                                                        | Saint-Raphaël                 |         | 43° 25′ 02″ nord, 6° 48′ 25″ est | « IA83000606 » |                                                         |             | Église du Sacré-Cœur de Boulouris                                                                        |
| Église Notre-Dame-de-la-Paix des Plaines                                                                 | Saint-Raphaël                 |         | 43° 25′ 08″ nord, 6° 47′ 13″ est | « IA83000627 » |                                                         |             | Église Notre-Dame-de-la-Paix des Plaines                                                                 |
| Église Sainte-Bernadette de la Remonte                                                                   | Saint-Raphaël                 |         | 43° 26′ 00″ nord, 6° 46′ 23″ est |                |                                                         |             | Image manquante Téléverser                                                                               |
| Église Sainte-Bernadette de la Remonte                                                                   | Saint-Raphaël                 |         | 43° 26′ 00″ nord, 6° 46′ 23″ est |                |                                                         |             | Image manquante Téléverser                                                                               |
| Église Notre-Dame-de-l'Assomption de Saint-Tropez                                                        | Saint-Tropez                  |         | 43° 16′ 02″ nord, 6° 38′ 24″ est | « PA00081724 » | Inscrit MH                                              | 1981        | Église Notre-Dame-de-l'Assomption de Saint-Tropez                                                        |
| Église Saint-Jean-Baptiste de Saint-Zacharie                                                             | Saint-Zacharie                |         | 43° 23′ 06″ nord, 5° 42′ 27″ est | « PA00081729 » | Inscrit MH                                              | 1988        | Église Saint-Jean-Baptiste de Saint-Zacharie                                                             |
| Église Saint-Just de Sainte-Anastasie-sur-Issole                                                         | Sainte-Anastasie-sur-Issole   |         | 43° 20′ 31″ nord, 6° 07′ 33″ est |                |                                                         |             | Église Saint-Just de Sainte-Anastasie-sur-Issole                                                         |
| Église Sainte-Maxime de Sainte-Maxime                                                                    | Sainte-Maxime                 |         | 43° 18′ 25″ nord, 6° 38′ 28″ est |                |                                                         |             | Église Sainte-Maxime de Sainte-Maxime                                                                    |
| Église Saint-Pierre de Salernes                                                                          | Salernes                      |         | 43° 33′ 50″ nord, 6° 13′ 55″ est | « PA83000040 » | Inscrit MH                                              | 2018        | Église Saint-Pierre de Salernes                                                                          |
| Église Saint-Nazaire de Sanary-sur-Mer                                                                   | Sanary-sur-Mer                |         | 43° 07′ 16″ nord, 5° 48′ 02″ est |                |                                                         |             | Image manquante Téléverser                                                                               |
| Église Saint-Léger de Seillans                                                                           | Seillans                      |         | 43° 38′ 08″ nord, 6° 38′ 39″ est |                |                                                         |             | Image manquante Téléverser                                                                               |
| Église Saint-Pierre de Brovès                                                                            | Seillans                      |         | 43° 40′ 52″ nord, 6° 35′ 12″ est |                |                                                         |             | Église Saint-Pierre de Brovès                                                                            |
| Église Saint-Pierre de Seillons-Source-d'Argens                                                          | Seillons-Source-d'Argens      |         | 43° 29′ 47″ nord, 5° 53′ 11″ est |                |                                                         |             | Église Saint-Pierre de Seillons-Source-d'Argens                                                          |
| Église Saint-Pierre de Signes                                                                            | Signes                        |         | 43° 17′ 27″ nord, 5° 51′ 50″ est | « PA00081738 » | Inscrit MH                                              | 1975        | Église Saint-Pierre de Signes                                                                            |
| Église Saint-Étienne de Sillans-la-Cascade                                                               | Sillans-la-Cascade            |         | 43° 34′ 05″ nord, 6° 10′ 50″ est |                |                                                         |             | Église Saint-Étienne de Sillans-la-Cascade                                                               |
| Église Saint-Pierre-aux-Liens de Six-Fours-les-Plages                                                    | Six-Fours-les-Plages          |         | 43° 06′ 13″ nord, 5° 50′ 27″ est | « PA00081741 » | Classé MH                                               | 1840        | Église Saint-Pierre-aux-Liens de Six-Fours-les-Plages                                                    |
| Église Sainte-Anne de Six-Fours-les-Plages                                                               | Six-Fours-les-Plages          |         | 43° 05′ 31″ nord, 5° 50′ 14″ est |                |                                                         |             | Image manquante Téléverser                                                                               |
| Église Notre-Dame-de-l'Assomption de Six-Fours-les-Plages                                                | Six-Fours-les-Plages          |         | 43° 05′ 35″ nord, 5° 50′ 20″ est |                |                                                         |             | Image manquante Téléverser                                                                               |
| Église Saint-Pierre du Brusc                                                                             | Six-Fours-les-Plages          |         | 43° 04′ 28″ nord, 5° 48′ 10″ est |                |                                                         |             | Image manquante Téléverser                                                                               |
| Église Saint-Jean-Baptiste de Solliès-Pont                                                               | Solliès-Pont                  |         | 43° 11′ 28″ nord, 6° 02′ 25″ est |                |                                                         |             | Église Saint-Jean-Baptiste de Solliès-Pont                                                               |
| Église Saint-Christophe de Solliès-Toucas                                                                | Solliès-Toucas                |         | 43° 12′ 23″ nord, 6° 01′ 28″ est |                |                                                         |             | Image manquante Téléverser                                                                               |
| Église Saint-Michel l'Archange de Solliès-Ville                                                          | Solliès-Ville                 |         | 43° 10′ 59″ nord, 6° 02′ 19″ est | « PA00081745 » | Classé MH                                               | 1846        | Église Saint-Michel l'Archange de Solliès-Ville                                                          |
| Église Notre-Dame-de-Peygros de Tanneron                                                                 | Tanneron                      |         | 43° 35′ 30″ nord, 6° 52′ 15″ est |                |                                                         |             | Image manquante Téléverser                                                                               |
| Église Notre-Dame-de-l'Assomption de Taradeau                                                            | Taradeau                      |         | 43° 27′ 13″ nord, 6° 25′ 59″ est | « PA00081746 » | Classé MH                                               | 1982        | Église Notre-Dame-de-l'Assomption de Taradeau                                                            |
| Église Saint-Cassien de Tavernes                                                                         | Tavernes                      |         | 43° 35′ 38″ nord, 6° 01′ 00″ est |                |                                                         |             | Image manquante Téléverser                                                                               |
| Cathédrale Notre-Dame-de-la-Seds de Toulon                                                               | Toulon                        |         | 43° 07′ 18″ nord, 5° 56′ 03″ est | « PA00081749 » | Classé MH                                               | 1997        | Cathédrale Notre-Dame-de-la-Seds de Toulon                                                               |
| Église Saint-François-de-Paule de Toulon                                                                 | Toulon                        |         | 43° 07′ 11″ nord, 5° 56′ 01″ est | « PA00081750 » | Classé MH                                               | 1942        | Église Saint-François-de-Paule de Toulon                                                                 |
| Église Saint-Louis de Toulon                                                                             | Toulon                        |         | 43° 07′ 23″ nord, 5° 55′ 49″ est | « PA00081751 » | Classé MH                                               | 1945        | Église Saint-Louis de Toulon                                                                             |
| Église Saint-Pie-X de Toulon                                                                             | Toulon                        |         | 43° 07′ 14″ nord, 5° 56′ 30″ est |                |                                                         |             | Église Saint-Pie-X de Toulon                                                                             |
| Église Saint-Vincent-de-Paul de Toulon                                                                   | Toulon                        |         | 43° 07′ 44″ nord, 5° 55′ 47″ est |                |                                                         |             | Église Saint-Vincent-de-Paul de Toulon                                                                   |
| Église Saint-Antoine-de-Padoue de Toulon                                                                 | Toulon                        |         | 43° 08′ 09″ nord, 5° 55′ 19″ est |                |                                                         |             | Image manquante Téléverser                                                                               |
| Église Saint-Flavien de Toulon                                                                           | Toulon                        |         | 43° 06′ 43″ nord, 5° 56′ 27″ est |                |                                                         |             | Image manquante Téléverser                                                                               |
| Église Saint-Jean-Bosco de Toulon                                                                        | Toulon                        |         | 43° 06′ 31″ nord, 5° 55′ 53″ est |                |                                                         |             | Église Saint-Jean-Bosco de Toulon                                                                        |
| Église Saint-Paul de Toulon                                                                              | Toulon                        |         | 43° 06′ 40″ nord, 5° 56′ 53″ est |                |                                                         |             | Image manquante Téléverser                                                                               |
| Église Sainte-Philomène de Toulon                                                                        | Toulon                        |         | 43° 06′ 33″ nord, 5° 56′ 18″ est |                |                                                         |             | Image manquante Téléverser                                                                               |
| Église du Sacré-Cœur de Toulon                                                                           | Toulon                        |         | 43° 08′ 11″ nord, 5° 54′ 09″ est |                |                                                         |             | Image manquante Téléverser                                                                               |
| Église de l'Immaculée-Conception de Siblas                                                               | Toulon                        |         | 43° 07′ 45″ nord, 5° 56′ 34″ est |                |                                                         |             | Église de l'Immaculée-Conception de Siblas                                                               |
| Église Saint-Cyprien de Saint-Jean-du-Var                                                                | Toulon                        |         | 43° 07′ 24″ nord, 5° 57′ 13″ est |                |                                                         |             | Image manquante Téléverser                                                                               |
| Église Sainte-Jeanne-d'Arc de Brunet-l'Élisa                                                             | Toulon                        |         | 43° 07′ 40″ nord, 5° 57′ 21″ est |                |                                                         |             | Image manquante Téléverser                                                                               |
| Église Sainte-Roseline de Toulon                                                                         | Toulon                        |         | 43° 07′ 44″ nord, 5° 53′ 48″ est |                |                                                         |             | Image manquante Téléverser                                                                               |
| Église Sainte-Thérèse-de-l'Enfant-Jésus du Pont-de-Suve                                                  | Toulon                        |         | 43° 07′ 01″ nord, 5° 58′ 53″ est |                |                                                         |             | Image manquante Téléverser                                                                               |
| Église Saint-Georges de la Serinette, l'Aguillon, Cap-Brun                                               | Toulon                        |         | à géolocaliser                   |                |                                                         |             | Image manquante Téléverser                                                                               |
| Église Saint-Joseph du Pont du Las                                                                       | Toulon                        |         | 43° 07′ 47″ nord, 5° 54′ 54″ est |                |                                                         |             | Église Saint-Joseph du Pont du Las                                                                       |
| Église Notre-Dame-des-Routes des Quatre Chemins                                                          | Toulon                        |         | à géolocaliser                   |                |                                                         |             | Image manquante Téléverser                                                                               |
| Église Saint-Michel de la Beaucaire                                                                      | Toulon                        |         | 43° 07′ 57″ nord, 5° 53′ 01″ est |                |                                                         |             | Image manquante Téléverser                                                                               |
| Église Saint-Pierre-ès-Liens de l'Ubac                                                                   | Toulon                        |         | 43° 09′ 30″ nord, 5° 55′ 04″ est |                |                                                         |             | Image manquante Téléverser                                                                               |
| Église Saint-André de Tourrettes                                                                         | Tourrettes                    |         | 43° 37′ 26″ nord, 6° 42′ 07″ est |                |                                                         |             | Église Saint-André de Tourrettes                                                                         |
| Église Saint-Denis de Tourtour                                                                           | Tourtour                      |         | 43° 35′ 17″ nord, 6° 18′ 17″ est |                |                                                         |             | Église Saint-Denis de Tourtour                                                                           |
| Église de l'Annonciade de Tourves                                                                        | Tourves                       |         | 43° 24′ 27″ nord, 5° 55′ 21″ est |                |                                                         |             | Église de l'Annonciade de Tourves                                                                        |
| Église Saint-Victor de Trans-en-Provence                                                                 | Trans-en-Provence             |         | 43° 30′ 10″ nord, 6° 29′ 13″ est |                |                                                         |             | Église Saint-Victor de Trans-en-Provence                                                                 |
| Église Saint-Michel de Trigance                                                                          | Trigance                      |         | 43° 45′ 37″ nord, 6° 26′ 31″ est |                |                                                         |             | Église Saint-Michel de Trigance                                                                          |
| Église Notre-Dame-de-Nazareth de Varages                                                                 | Varages                       |         | 43° 35′ 48″ nord, 5° 57′ 42″ est | « PA00081773 » | Inscrit MH                                              | 1971        | Église Notre-Dame-de-Nazareth de Varages                                                                 |
| Église Saint-Jean-Baptiste de Vidauban                                                                   | Vidauban                      |         | 43° 25′ 43″ nord, 6° 26′ 02″ est | « IA00064460 » |                                                         |             | Église Saint-Jean-Baptiste de Vidauban                                                                   |
| Église Notre-Dame-des-Sept-Douleurs de Villecroze                                                        | Villecroze                    |         | 43° 34′ 57″ nord, 6° 16′ 32″ est |                |                                                         |             | Image manquante Téléverser                                                                               |
| Église Saint-Sauveur de Vinon-sur-Verdon                                                                 | Vinon-sur-Verdon              |         | 43° 43′ 29″ nord, 5° 48′ 49″ est |                |                                                         |             | Église Saint-Sauveur de Vinon-sur-Verdon                                                                 |
| Église Saint-Vincent de Vins-sur-Caramy                                                                  | Vins-sur-Caramy               |         | 43° 26′ 01″ nord, 6° 08′ 31″ est |                |                                                         |             | Image manquante Téléverser                                                                               |
| Église Notre-Dame-de-l'Assomption de Vérignon                                                            | Vérignon                      |         | 43° 39′ 11″ nord, 6° 16′ 26″ est |                |                                                         |             | Image manquante Téléverser                                                                               |

### Culteprotestant
| Église                                                                                          | Commune          | Adresse | Coordonnées                      | Notice | Protection | Date | Illustration                |
| ----------------------------------------------------------------------------------------------- | ---------------- | ------- | -------------------------------- | ------ | ---------- | ---- | --------------------------- |
| Église de l'église réformée de France de Draguignan                                             | Draguignan       |         | 43° 32′ 07″ nord, 6° 27′ 39″ est |        |            |      | Image manquante Téléverser  |
| Église de l'église protestante unie de France, chapelle anglicane Saint-Andrew de Hyères        | Hyères           |         | à géolocaliser                   |        |            |      | Image manquante Téléverser  |
| Église de l'église protestante unie de France de La Seyne-sur-Mer                               | La Seyne-sur-Mer |         | à géolocaliser                   |        |            |      | Image manquante Téléverser  |
| Église réformé de Saint-Raphaël                                                                 | Saint-Raphaël    |         | à géolocaliser                   |        |            |      | Image manquante Téléverser  |
| Église de l'église protestante unie de France, anciennement chapelle Saint-Éloi de Saint-Tropez | Saint-Tropez     |         | à géolocaliser                   |        |            |      | Image manquante Téléverser  |
| Église de l'église protestante unie de France de Sanary-sur-Mer                                 | Sanary-sur-Mer   |         | à géolocaliser                   |        |            |      | Image manquante Téléverser  |
| Église protestant de Toulon                                                                     | Toulon           |         | 43° 07′ 31″ nord, 5° 56′ 01″ est |        |            |      | Église protestant de Toulon |

### Église orthodoxe
| Église                            | Commune       | Adresse | Coordonnées                      | Notice | Protection | Date | Illustration                      |
| --------------------------------- | ------------- | ------- | -------------------------------- | ------ | ---------- | ---- | --------------------------------- |
| Église orthodoxe de Saint-Raphaël | Saint-Raphaël |         | 43° 25′ 13″ nord, 6° 46′ 19″ est |        |            |      | Église orthodoxe de Saint-Raphaël |

### Église arménienne
| Église                             | Commune       | Adresse | Coordonnées    | Notice | Protection | Date | Illustration                       |
| ---------------------------------- | ------------- | ------- | -------------- | ------ | ---------- | ---- | ---------------------------------- |
| Église arménienne de Saint-Raphaël | Saint-Raphaël |         | à géolocaliser |        |            |      | Église arménienne de Saint-Raphaël |

### Église anglicane
| Église                               | Commune  | Adresse | Coordonnées                      | Notice         | Protection | Date | Illustration                         |
| ------------------------------------ | -------- | ------- | -------------------------------- | -------------- | ---------- | ---- | ------------------------------------ |
| Église anglicane Saint-Paul d'Hyères | Aiguines |         | 43° 07′ 04″ nord, 6° 07′ 22″ est | « PA83000049 » | Inscrit MH | 2020 | Église anglicane Saint-Paul d'Hyères |